# Dyrehavefilmen
|  | Denne artikel er oprettet af botten PalnaBot ud fra en ekstern database. Den kan derfor have sproglige fejl eller mangler. Denne skabelon kan fjernes efter kontrol af indholdet. |

Dyrehavefilmen er en film instrueret af Jørgen Leth, Ole John.

## Handling
Kollektivfilm. Fragmentariske super 8-optagelser fra Dyrehaven med ABCinemas medlemmer som fotografer og hermed instruktører. Filmen har i kraft af gruppens optagelser af hinanden, der filmer, en stærkt selvreflekterende karakter (fra Anders Leifers bog "Også i dag oplevede jeg noget ... Samtaler med Jørgen Leth", 1999).